# Sabulodes thermidora
Sabulodes thermidora är en fjärilsart som beskrevs av Thierry-mieg 1894. Sabulodes thermidora ingår i släktet Sabulodes och familjen mätare. Inga underarter finns listade.